# Historiae animalium

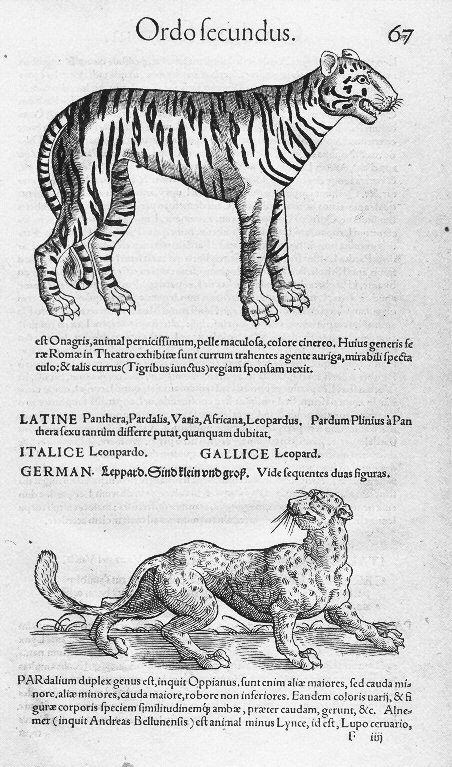
Тигр і леопард з книги Historiae animalium, 1551, Книга 1 — Живородячі чотириногі

Історія тварин (лат. Historiae animalium) — книга Конрада Геснера, (опублікована в Цюріху у 1551-1558 і 1587 роках, наразі, енциклопедична "інвентаризація зоології". К. Геснер був лікарем і професором навчального закладу Carolinum in Zürich, попередника Цюріхського університету. У Historiae animalium зроблено спробу описати усіх відомих на той час тварин. П'ять томів природничої історії тварин включають понад 4500 сторінок.

## Контекст
Роки публікації книги Historiae animalium співпали з рухом  Реформації в Європі, а оскільки Гесснер був протестантом, його твір було внесено католицькою церквою до списку заборонених книг .

## Опис

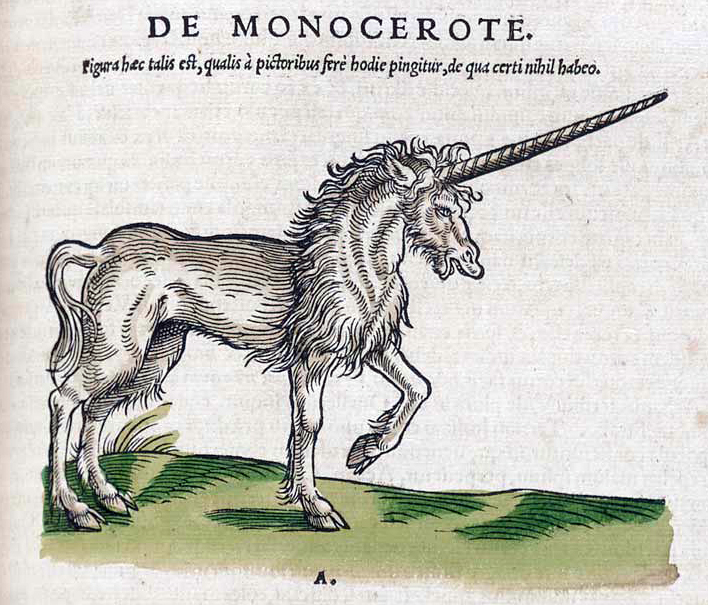
Єдиноріг в Historiae animalium

Книга Historia animalium Гесснера - широко відомий твір з природничої історії. У ній Гесснер спробував зв'язати древні знання про тваринний світ (назва роботи збігається з роботою  Арістотеля про тварин) з сучасними йому знаннями про тварин, дати вичерпний опис природній історії тварин.
Historiae animalium пов'язана як зі Старим Заповітом, так і з класичними джерелами. До неї включено матеріали з античних і середньовічних текстів, описи Арістотеля, Плінія Старшого. Гесснер навіть набув популярність як "Швейцарський Пліній". Інформацію щодо міфічних тварин він значною мірою черпав з книги Physiologus (Фізіолог) .

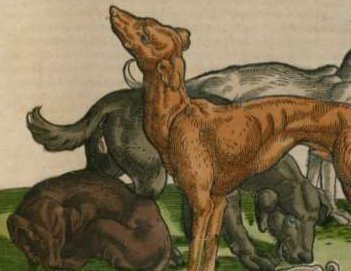
Мисливські собаки з Historiae animalium, 1551, Книга 1 — Живородячі чотироногі

Попри те, що Гесснер у своїй праці прагнув відокремити факти від міфів, його енциклопедична робота включала міфічних істот і фантастичних звірів, відкритих і невідомих раніше тварин з Ост-Індії, Північної Європи і Нового Світу. Робота включала велику інформацію щодо ссавців, птахів, риб, плазунів. Він детально описав звички тварин, використання їх у медицині та живленні.
У Historiae animalium показано як описують тварин в історії, літературі і мистецтві. Кожна глава книги дає детальний опис тварин відповідно до їх класифікації.

## Зміст
- Том 1 - живородні чотириногі тварини (1551).
- Том 2 - яйцеродні тварини (плазуни і земноводні) (1554).
- Том 3 - птахи (1555).
- Том 4 - риби і водні тварини (1558).
- Том 5 - змії і скорпіони, опубліковано в 1587 році після смерті Гесснера.

## Ілюстрації

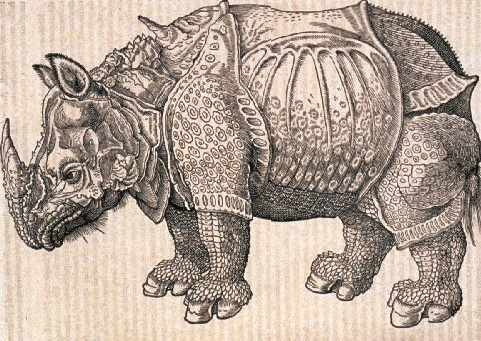
Гесснер, копія картини Дюрера Носоріг в Historiae animalium, 1551

За допомогою кольорової ксилографії у книзі представлені ілюстрації тварин в їх природному середовищі. У книзі вперше описані викопні рештки тварин .
Основним ілюстратором роботи був художник із Страсбурга Lucas Schan. Гесснер також сам займався ілюстрацією і копіював ілюстрації з інших джерел (скопіював відому гравюру Дюрера "Носоріг").

## Ресурси Інтернету
- Historia Animalium Liber Primum online access to full book [Архівовано 25 вересня 2017 у Wayback Machine.]
- Вікісховище має мультимедійні дані за темою: Historiae animalium